# Han Yang Ling
 (juillet 2023).
Si vous disposez d'ouvrages ou d'articles de référence ou si vous connaissez des sites web de qualité traitant du thème abordé ici, merci de compléter l'article en donnant les références utiles à sa vérifiabilité et en les liant à la section « Notes et références ».
Le Han Yang Ling, ou le mausolée Yang de Han, est le mausolée de l'empereur Jing, le sixième empereur de la dynastie des Han occidentaux et de son impératrice Wang.

## Localisation
Le complexe du mausolée est situé dans le district de Weicheng de la ville de Xianyang, province du Shaanxi, sur la rive nord de la rivière Wei et à environ 20 km au nord du centre-ville de la capitale provinciale de Xi'an. 

## Description
Le Han Yang Ling est composé de deux grands monticules funéraires, de 86 fosses funéraires plus petites et d'un cimetière de criminels. Le site abrite aujourd'hui également un musée. Le plus grand des deux monticules est le lieu de sépulture de l'empereur Jing, il se trouve à côté du monticule légèrement plus petit de son impératrice Wang. Le mausolée est entouré de 86 fosses funéraires extérieures, dont vingt-et-une sont accessibles aux visiteurs. Les fosses présentent plus de 50 000 figurines miniatures en terre cuite reflétant la vie quotidienne de la cour de l'empereur Han, y compris des eunuques, des serviteurs, des outils et des animaux domestiques. Les figurines humaines sont nues mais étaient à l'origine habillées de beaux tissus. Le complexe est l'un des « cinq mausolées » de la dynastie des Han occidentaux. 
En 2016, la découverte des premières traces de thé connues à ce jour dans le mausolée de l'empereur Jing a été annoncée, indiquant que le thé était bu par les empereurs de la dynastie Han dès le IIe siècle av. J.-C.

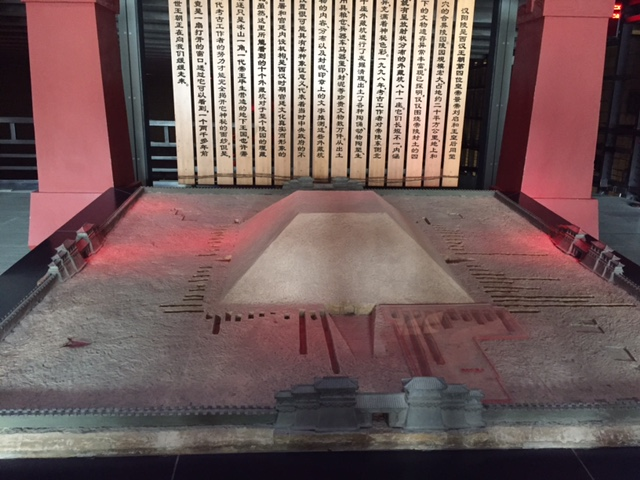
Modèle reconstruit de l'apparence du Han Yang Ling lors de sa construction.
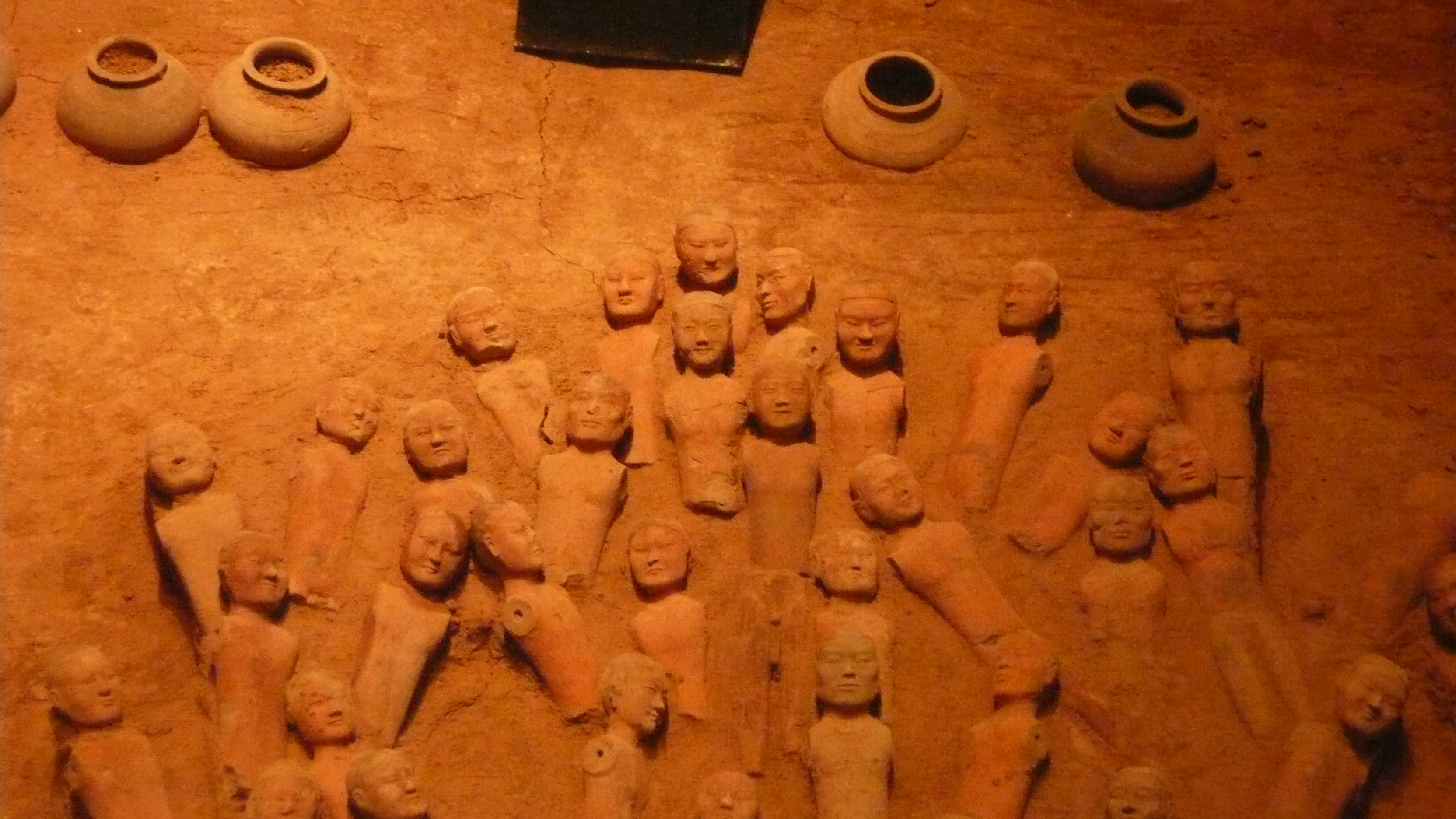
Figures funéraires du mausolée de Han Yang Ling.
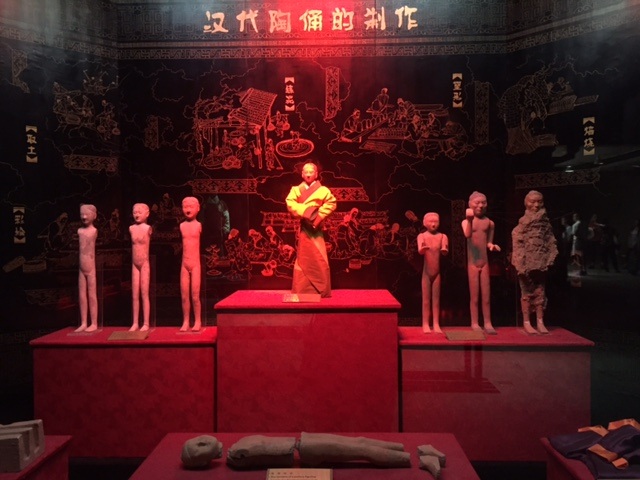
Exposition au mausolée de Han Yang Ling. La figurine au milieu montre à quoi elle ressemblait à l'origine au moment de l'enterrement. Celui à l'extrême droite montre une figurine partiellement excavée.
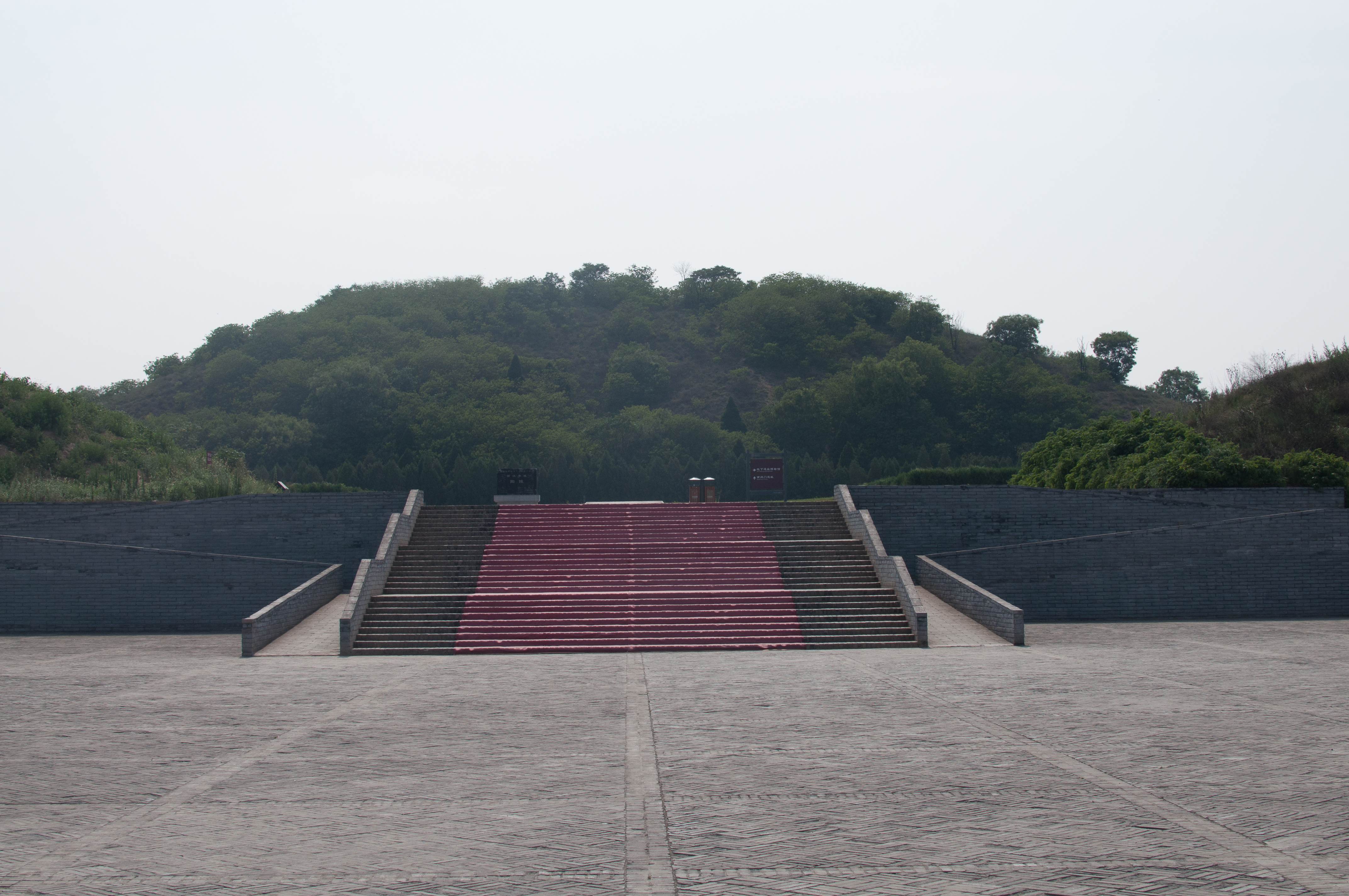
Monticule funéraire de l'empereur Jing.